# Данегоф
Данегоф (Данський суд) — назва данського середньовічного парламенту, який відігравав значну роль приблизно з 1250 до 1413 року.

## Історія
Передумовою для появи данегофа стало зростання впливу данської аристократії після 1250 року. Місцеві магнати жадали обмеження королівської влади, особливо щодо законодавчих та податкових повноважень монархів. Політична слабкість королівського дому тих часів, імовірно, посприяла розвиткові данегофа. 1282 року король Ерік V був змушений ухвалити Королівську хартію (Håndfæstning), яка обмежила владу монарха та гарантувала стародавні права й звичаї знаті.
Про деталі створення та формат данегофа на диво мало відомо. Відомо, що то були зібрання у визначеному місці (найчастіше замок Нюборг на острові Фюн), проте немає жодних відомостей про вибори та процедури, що відбувались всередині данегофа. Його членами були лише представники магнатів духовенства і дворян. Король мав консультуватись із данегофом перед здійсненням значних кроків, особливо економічного характеру. Утім, у низці випадків, монархи ігнорували данегоф, забуваючи його скликати.
Негаразди у Данії, що супроводжували державу упродовж XIV століття не додали популярності данегофу. Крок за кроком його було усунуто від управління країною. З 1320-их років більшість функцій данегофа перейшли до риксрода, який здебільшого був підконтрольним королю.